# 万松叠翠
万松叠翠，是扬州清代的一个园林，扬州北郊二十四景之一，位于蜀冈以南，瘦西湖西岸，东与锦泉花屿相对，南接蜀岗朝旭。旧址在今瘦西湖公园北端，扬州金陵西湖山庄东部一带。
万松叠翠建于乾隆年间，由徽州府歙县西溪南村吴氏盐商、加“奉宸苑卿”衔吴禧祖构筑。另一位徽商、盐务总商汪晋泰之子、捐职候选布政司经历汪文瑜重修，候选州同张熊又修，冈上万松森立，园中建筑包括桂露山房、萧家桥、清阴堂、旷观楼、嫩寒春晓、涵清阁、风月清华、绿云亭等。